# Миньковка (Башкортостан)
Миньковка — упразднённый в 1979 году посёлок Первомайского сельсовета Мелеузовского района. Территория входит в состав деревни Самойловка и образует микрорайон.

## История
В 1952 году Миньковка — центр Старо-Мусинского сельсовета, в 6 км от рабочего посёлка Мелеуз и в 7 км от станции Мелеуз (БАССР, 1952). По данным на 1969 год Старо-Мусинский сельсовет расформирован, Миньковка вошла в Араслановский поселковый совет. Посёлок находился в 7 км от города и станции Мелеуз, в 2 км от центра поссовета — пос. Центральной усадьбы Араслановского совхоза.
Официально закрыт в 1979 году. Указ Президиума ВС Башкирской АССР от 29.09.1979 № 6-2/312 «Об исключении некоторых населённых пунктов из учётных данных по административно-территориальному делению Башкирской АССР» гласил:

Президиум Верховного Совета Башкирской АССР постановляет: 

В связи с перечислением жителей и фактическим прекращением существования исключить из учётных данных по административно-территориальному делению Башкирской АССР следующие населённые пункты

по Мелеузовскому району:

посёлки Миньковка, Посёлок Тукмакской фермы Первомайского сельсовета
— Указ Президиума ВС Башкирской АССР от 29.09.1979 № 6-2/312 «Об исключении некоторых населённых пунктов из учётных данных по административно-территориальному делению Башкирской АССР»

## Население
В Миньковке проживало 190 человек, основная национальность — русские (БАССР, 1969).

## Транспорт
Миньковка стояла на дороге между Тюляково и Старомусино.